# شيهو هيساجيما
شيهو هيساجيما (باليابانية: 久嶋 志帆) هي مؤدية أصوات يابانية.

## أعمال
- سيف النار
- جينتاما
- ناروتو
- غرافيتي فولز

## وصلات خارجية
- شيهو هيساجيما على موقع ANN person (الإنجليزية)